# When I See You Smile
When I See You Smile ist ein Lied von Bad English aus dem Jahr 1989, das von Diane Warren geschrieben und von Richie Zito produziert wurde. Es erschien auf ihrem selbstbetitelten Debütalbum.

## Geschichte
When I See You Smile ist die zweite Singleauskopplung des Debütalbums der Band. Die Veröffentlichung der Rockballade war am 30. August 1989; in den Vereinigten Staaten und in Kanada wurde das Lied ein Nummer-eins-Hit.
Der Text des Liedes ist als Liebeslied zu verstehen.

## Musikvideo
Im Musikvideo tritt die Band auf einer Bühne auf, wo die Bandmitglieder auch per Nahaufnahmen gefilmt werden. Die Aufnahmen stammten aus einem ihrer Konzerte. Es beginnt mit dem Spiel auf dem Synthesizer von Jonathan Cain und fährt mit dem Gesang von John Waite fort. Ebenfalls zu hören sind die Drums von Deen Castronovo und die Gitarreneinlagen von Neal Schon. Der Song endet dann mit Waites sanftem Gesang. Regisseur des Videos war Jonathan Caine selbst.

## Kommerzieller Erfolg

### Chartplatzierungen
| ChartsChartplatzierungen       | Höchstplatzierung | Wochen |
| ------------------------------ | ----------------- | ------ |
| Vereinigte Staaten (Billboard) | 1 (22 Wo.)        | 22     |
| Vereinigtes Königreich (OCC)   | 61 (4 Wo.)        | 4      |

| ChartsJahrescharts (1989)      | Platzierung |
| ------------------------------ | ----------- |
| Vereinigte Staaten (Billboard) | 34          |

### Auszeichnungen für Musikverkäufe
| Land/Region               | Auszeichnungen für Musikverkäufe (Land/Region, Auszeichnung, Verkäufe) | Verkäufe |
| ------------------------- | ---------------------------------------------------------------------- | -------- |
| Australien (ARIA)         | Platin                                                                 | 70.000   |
| Vereinigte Staaten (RIAA) | Gold                                                                   | 500.000  |
| Insgesamt                 | 1× Gold · 1× Platin ·                                                  | 570.000  |

## Coverversionen
- 1992: Buck Owens
- 2004: John Waite feat. Ringo Starr
- 2005: Loona
- 2006: Clay Aiken